# Attaphila flava
Attaphila flava är en kackerlacksart som beskrevs av Gurney 1937. Attaphila flava ingår i släktet Attaphila och familjen småkackerlackor.
Artens utbredningsområde är Belize. Inga underarter finns listade.